# Cincinnati Tigers
Die Cincinnati Tigers waren ein US-amerikanisches Eishockeyfranchise der Central Hockey League aus Cincinnati, Ohio.  

## Geschichte
Die Cincinnati Tigers nahmen zur Saison 1981/82 den Spielbetrieb in der Central Hockey League auf. Sie füllten die Lücke, die die Cincinnati Stingers ein Jahr zuvor in der Stadt hinterlassen hatten. In ihrer einzigen Spielzeit belegte die Mannschaft den zweiten Platz der North Division. In den anschließenden Playoffs um den Adams Cup unterlagen sie den Dallas Black Hawks in der ersten Runde in der Best-of-Five-Serie mit 1:3 Siegen.   

## Saisonstatistik
Abkürzungen: GP = Spiele, W = Siege, L = Niederlagen, T = Unentschieden, OTL = Niederlagen nach Overtime SOL = Niederlagen nach Shootout, Pts = Punkte, GF = Erzielte Tore, GA = Gegentore, PIM = Strafminuten
| Saison    | GP | W  | L  | T | OTL | SOL | Pts | GF  | GA  | Platz     | Playoffs                       |
| 1981–1982 | 80 | 46 | 30 | 4 | —   | —   | 96  | 375 | 340 | 2., North | Niederlage in der ersten Runde |

## Team-Rekorde

### Karriererekorde
| Spiele:       | 80  | Kanada | Reg Thomas  |
| Tore:         | 47  | Kanada | Reg Thomas  |
| Assists:      | 63  | Kanada | Reg Thomas  |
| Punkte:       | 110 | Kanada | Reg Thomas  |
| Strafminuten: | 206 | Kanada | David Shand |

## Bekannte Spieler
- Norm Aubin
- Jiří Crha
- Vítězslav Ďuriš
- Benoît Laporte
- Ron Sedlbauer
- David Shand
- Gary Yaremchuk
- Ron Zanussi